# 張武修

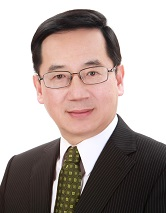
張武修

張武修，臺灣彰化人，醫師。2017年至2020年間，擔任中華民國第五屆監察委員，是監察院中少數具有醫療衛生背景的監察委員。

## 簡介
張武修先後畢業於陽明醫學院醫學系、臺灣大學公共衛生學研究所碩士班，後於美國麻州哈佛大學獲得公共衛生學碩士及癌症生物學博士，專精於輻射生物學與癌症生物學。
1992年起任職陽明醫學院公共衛生研究所，關心公共衛生、核能安全、輻射安全、職業衛生、國際衛生等議題，並深入輻射屋事件的研究調查。曾於1994年起接受行政院衛生署（今衛生福利部）委託，評估臺北等地的輻射污染鋼筋分布及健康暴露風險，促成政府對部分受暴露居民的國家賠償，並於美國國家衛生研究院的國家癌症研究院擔任訪問科學家，參與烏克蘭轍諾堡核能電廠事故後健康風險評估等計畫，包括世界衛生組織於1987年通過並執行的《緊急輻射醫療準備及互助公約》（Radiation Emergency Medical Preparedness and Assistance Network, REMPAN）, 先後獲得財團法人毒藥物防治發展基金會社會貢獻獎，及台灣輻射安全促進會終身貢獻獎。
1998年獲台灣醫界聯盟會會長李鎮源邀請擔任秘書長，展開國際醫療衛生外交。2002年就任衛生署派駐瑞士日內瓦的首任衛生顧問，於2003年SARS爆發期間與世界衛生組織進行密切協商，爭取中華民國和國際共同防疫。2003年7月，世界衛生組織於日內瓦宣布SARS於世界全面停止傳播後，對德國之聲等國際媒體發表台灣共同參與國際防疫的決心。
2004年，張武修獲聘擔任衛生署第一任國際合作處處長，推動醫療外交、國際人道關懷，包括執行2004年南亞海嘯醫療援助。2006年籌畫由行政院通過、由衛生署與外交部共同執行的「台灣國際醫衛行動團隊（Taiwan International Health Action, TaiwanIHA）」，並擔任執行長。
後來，張擔任衛生福利部台北醫院顧問醫師，在健康識能與健康促進領域有所研究，先後擔任跨亞洲多國的亞洲健康識能學會秘書長與理事長、世界健康識能學會副理事長，並獲得2016年美國 Institute for Healthcare Advancement 頒發的國際健康識能貢獻獎。
2017年3月獲提名監察委員。2018年獲頒「全球健康識能及健康權利獎」（Award for Global Health Literacy and Health Rights）。
2020年8月卸任監察委員，獲時任監察院院長張博雅頒發監院一等功績獎章、二等監察獎章。